# Contenuto latente
I termini "contenuto latente" e "contenuto manifesto" derivano dalla psicologia del profondo (termine generico che copre qualsiasi sistema psicologico che assume che le spiegazioni della condotta si trovano a livello dell'inconscio). Si utilizzano per distinguere fra gli aspetti di un "messaggio" che sono aperti, consapevolmente intesi ed espressi, e trovati chiaramente rappresentati nel materiale (cioè, sono manifesti), e d'altro canto quegli aspetti che si presuppongono si trovano sotto il "contenuto manifesto" ma sono repressi quindi non consapevolmente né apertamente rappresentati (cioè, sono latenti).
Qui il messaggio può essere considerato in senso lato, e i sogni, narrazioni, scritti, etc., possono essere l'argomento d'esame, anche se solitamente si riferisce al contenuto dei sogni. Nel linguaggio onirico il contenuto latente di un sogno è rappresentato da elementi rimossi (che normalmente hanno sede nell'Es) che attraverso il lavoro onirico vengono "mascherati" al fine di ridurne il potenziale negativo sulla coscienza. Attraverso il processo di interpretazione proposto da Freud è possibile risalire dal contenuto manifesto a quello latente svelando quindi le reali intenzioni comunicative del fenomeno.